# شاي وويي
شاي وويي، المعروف أيضًا باسمه التجاري "بوهيا"، هو نوع من الشاي الأسود وشاي أولونغ يُزرع في جبال وويي شمال فوجيان، الصين. تُنتج منطقة وويي عددًا من أنواع الشاي الشهيرة، بما في ذلك لابسانغ سوتشنغ ودا هونغ باو. تاريخيًا، كانت المنطقة أحد أهم مراكز إنتاج الشاي في مقاطعة فوجيان وعالميًا. يُرجّح أن يكون كلٌّ من الشاي الأسود (باستثناء الشاي المضغوط) وشاي أولونغ قد ابتُكر في منطقة وويي، التي لا تزال تُنتج كلا النوعين حتى اليوم.